# Troisième circonscription de Paris de 1988 à 2012
Pour les articles homonymes, voir Troisième circonscription de Paris de 1958 à 1986 et Troisième circonscription de Paris depuis 2012.
La troisième circonscription de Paris est l'une des 21 circonscriptions électorales françaises que compte le département de Paris (75) situé en région Île-de-France de 1986 à 2010. D'après les chiffres de l'Institut National de la Statistique et des Études Économiques (INSEE) de 1999, la population de cette circonscription est estimée à 75 131 habitants.

## Délimitation de la circonscription
Entre 1988, année des premières élections après le rétablissement du scrutin uninominal majoritaire par circonscription, et le redécoupage des circonscriptions réalisé en 2010, la circonscription recouvre la partie nord du 6e arrondissement (quartier de la Monnaie, quartier Saint-Germain-des-Prés et une partie du quartier de l'Odéon située au nord d'une ligne définie par l'axe des voies rue de Vaugirard et rue de Médicis), ainsi que la totalité du 7e arrondissement.
Cette délimitation s'applique donc aux IXe, Xe, XIe, XIIe et XIIIe législatures de la Cinquième République française.
Cette troisième circonscription de Paris correspond à l'adjonction de la cinquième circonscription et d'une partie de la quatrième circonscription de la période 1958-1986, la cinquième recouvrait l'intégralité du 7e arrondissement et la quatrième, l'intégralité du 6e. La partie sud du 6e arrondissement fut intégrée au côté du 5e arrondissement de Paris dans la nouvelle deuxième circonscription de Paris.

En 2012, cette circonscription a été intégrée à la nouvelle deuxième circonscription, à l'exception du quartier de l'École-Militaire, qui a rejoint la nouvelle douzième circonscription.

## Liste des députés

### Élection du 16 mars 1986 au scrutin proportionnel
En 1985, le président de la république François Mitterrand changea le mode de scrutin des députés en rétablissant le scrutin proportionnel. Le nombre de députés du département de Paris fut ramené de 31 à 21.
| Législature | Début de mandat | Fin de mandat | Député élu              |  | Parti politique | Observations                                                       |
| ----------- | --------------- | ------------- | ----------------------- |  | --------------- | ------------------------------------------------------------------ |
| VIIIe       | 2 avril 1986    | 14 mai 1988   | Édouard Frédéric-Dupont |  | FN              | mandat écourté à la suite d'une dissolution de François Mitterrand |

### Députés de 1988 à 2012
Après les élections du 16 mars 1986, le nouveau premier ministre Jacques Chirac rétablissait le scrutin majoritaire à deux tours. Le nombre de députés était maintenu à 21 et les circonscriptions électorales antérieures étaient donc ramenées de 31 à 21. L'ancienne cinquième circonscription (le 7e arrondissement de Paris) fut rattachée à la partie nord de l'ancienne quatrième circonscription (le 6e arrondissement de Paris) pour former la nouvelle troisième circonscription. 
| Législature | Début de mandat | Fin de mandat  | Député élu              |  | Parti politique | Notes                                                                                      |
| ----------- | --------------- | -------------- | ----------------------- |  | --------------- | ------------------------------------------------------------------------------------------ |
| IXe         | 23 juin 1988    | 1er avril 1993 | Édouard Frédéric-Dupont |  | CNIP            |                                                                                            |
| Xe          | 2 avril 1993    | 1er mai 1993   | Michel Roussin          |  | RPR             | nommé au gouvernement                                                                      |
| Xe          | 2 mai 1993      | 21 avril 1997  | Martine Aurillac        |  | RPR             | suppléante de Michel Roussin mandat écourté à la suite d'une dissolution de Jacques Chirac |
| XIe         | 12 juin 1997    | 18 juin 2002   | Martine Aurillac        |  | RPR             |                                                                                            |
| XIIe        | 19 juin 2002    | 25 juin 2007   | Martine Aurillac        |  | UMP             |                                                                                            |
| XIIIe       | 26 juin 2007    | 19 juin 2012   | Martine Aurillac        |  | UMP             |                                                                                            |

## Résultats électoraux

### Élections législatives de 1988
| Candidat                                                   | Candidat                              | Parti                | Premier tour | Premier tour | Second tour | Second tour |  |
| Candidat                                                   | Candidat                              | Parti                | Voix         | %            | Voix        | %           |  |
| ---------------------------------------------------------- | ------------------------------------- | -------------------- | ------------ | ------------ | ----------- | ----------- |  |
|                                                            | Édouard Frédéric-Dupont sortant réélu | CNIP (URC)           | 14 135       | 41,57        | 18 440      | 54,27       |  |
|                                                            | Pierre Bas                            | diss. RPR            | 8 561        | 25,18        | 7 565       | 22,26       |  |
|                                                            | Gilles Lacan                          | PS                   | 7 497        | 22,05        | 7 975       | 23,47       |  |
|                                                            | Marie-Caroline Le Pen                 | FN                   | 2 793        | 8,21         |             |             |  |
|                                                            | Nicole Borvo                          | PCF                  | 810          | 2,38         |             |             |  |
|                                                            | Franca Lemaitre                       | Divers               | 75           | 0,22         |             |             |  |
|                                                            | Simone Nouvion                        | Extrême droite (POE) | 72           | 0,21         |             |             |  |
|                                                            | Pascal Pelisson                       | Divers droite        | 62           | 0,18         |             |             |  |
|                                                            | Yves Pozzo di Borgo                   | Divers droite        | 0            | 0,00         |             |             |  |
|                                                            |                                       |                      |              |              |             |             |  |
| Inscrits                                                   | Inscrits                              | Inscrits             | 55 332       | 100,00       | 55 332      | 100,00      |  |
| Abstentions                                                | Abstentions                           | Abstentions          | 20 978       | 37,91        | 20 996      | 37,95       |  |
| Votants                                                    | Votants                               | Votants              | 34 354       | 62,09        | 34 336      | 62,05       |  |
| Blancs et nuls                                             | Blancs et nuls                        | Blancs et nuls       | 349          | 1,02         | 356         | 1,04        |  |
| Exprimés                                                   | Exprimés                              | Exprimés             | 34 005       | 98,98        | 33 980      | 98,96       |  |
| Source : Data.gouv.fr et Le Monde du 14 juin 1988, page 14 |                                       |                      |              |              |             |             |  |

Le suppléant d'Édouard Frédéric-Dupont était Jean-Philippe Hubin, Conseiller de Paris, chef d'entreprise.

### Élections législatives de 1993
|                       | Michel Roussin élu             | RPR (UPF)                  | 19 076 | 60,08  |  |  |  |
|                       | Alain Morell                   | PS (ADFP)                  | 4 372  | 13,77  |  |  |  |
|                       | Loïc Le Hénand                 | FN                         | 2 861  | 9,01   |  |  |  |
|                       | Laurent Boyer                  | GÉ (EÉ)                    | 2 495  | 7,86   |  |  |  |
|                       | Nicole Borvo                   | PCF                        | 926    | 2,92   |  |  |  |
|                       | Bertrand Dutheil de La Rochère | Divers gauche (MDC)        | 522    | 1,64   |  |  |  |
|                       | Antoine Beauquier              | Divers droite              | 480    | 1,51   |  |  |  |
|                       | Monique Esmenard               | Divers écologiste (LT-LNÉ) | 329    | 1,03   |  |  |  |
|                       | Laurent Mann                   | Divers droite (MDR)        | 262    | 0,83   |  |  |  |
|                       | Jean-Isidore Goldstein         | Divers                     | 184    | 0,57   |  |  |  |
|                       | François Papillon              | Extrême droite (AP)        | 100    | 0,31   |  |  |  |
|                       | Gérard Fontaine                | Divers droite (MDD)        | 74     | 0,23   |  |  |  |
|                       | Philippe Couturier             | Divers (PLN)               | 71     | 0,22   |  |  |  |
|                       |                                |                            |        |        |  |  |  |
| Inscrits              | Inscrits                       | Inscrits                   | 47 805 | 100,00 |  |  |  |
| Abstentions           | Abstentions                    | Abstentions                | 15 242 | 31,88  |  |  |  |
| Votants               | Votants                        | Votants                    | 32 563 | 68,12  |  |  |  |
| Blancs et nuls        | Blancs et nuls                 | Blancs et nuls             | 813    | 2,5    |  |  |  |
| Exprimés              | Exprimés                       | Exprimés                   | 31 750 | 97,5   |  |  |  |
| Source : Data.gouv.fr |                                |                            |        |        |  |  |  |

La suppléante de Michel Roussin était Martine Aurillac. Martine Aurillac remplaça Michel Roussin, nommé membre du gouvernement, du 2 mai 1993 au 21 avril 1997.

### Élections législatives de 1997
| Candidat                     | Candidat                         | Parti                   | Premier tour | Premier tour | Second tour | Second tour |  |
| Candidat                     | Candidat                         | Parti                   | Voix         | %            | Voix        | %           |  |
| ---------------------------- | -------------------------------- | ----------------------- | ------------ | ------------ | ----------- | ----------- |  |
|                              | Martine Aurillac sortante réélue | RPR                     | 12 568       | 44,18        | 20 298      | 70,94       |  |
|                              | Anne Kalck                       | PS                      | 5 356        | 18,83        | 8 314       | 29,06       |  |
|                              | Jean-Philippe Hubin              | LDI (CNIP)              | 3 829        | 13,46        |             |             |  |
|                              | Loïc Le Hénand                   | FN                      | 2 518        | 8,85         |             |             |  |
|                              | Luc-Laurent Salvador             | Les Verts               | 881          | 3,10         |             |             |  |
|                              | Noëlle Mansoux                   | PCF                     | 830          | 2,92         |             |             |  |
|                              | Raymond Pictet                   | Divers écologiste (GÉ)  | 530          | 1,86         |             |             |  |
|                              | Sylvie Longuet                   | Extrême gauche (LO)     | 447          | 1,57         |             |             |  |
|                              | Stéphanie Doligez                | Divers écologiste (MÉI) | 401          | 1,41         |             |             |  |
|                              | Françoise Bernard                | Divers                  | 374          | 1,31         |             |             |  |
|                              | Florence Prévoteau               | Divers                  | 252          | 0,89         |             |             |  |
|                              | Bernard Perier                   | Extrême droite          | 122          | 0,43         |             |             |  |
|                              | Geneviève Petres                 | Divers                  | 103          | 0,36         |             |             |  |
|                              | Emmanuel Grosset                 | Divers                  | 87           | 0,31         |             |             |  |
|                              | Christiane Régnier               | Divers droite (MDR)     | 71           | 0,25         |             |             |  |
|                              | Daniel Mahy                      | Divers                  | 29           | 0,10         |             |             |  |
|                              | Laurent Prodeau                  | Divers                  | 26           | 0,09         |             |             |  |
|                              | Michel Deslandes                 | Divers                  | 25           | 0,09         |             |             |  |
|                              |                                  |                         |              |              |             |             |  |
| Inscrits                     | Inscrits                         | Inscrits                | 46 290       | 100,00       | 46 283      | 100,00      |  |
| Abstentions                  | Abstentions                      | Abstentions             | 17 169       | 37,09        | 16 629      | 35,93       |  |
| Votants                      | Votants                          | Votants                 | 29 121       | 62,91        | 29 654      | 64,07       |  |
| Blancs et nuls               | Blancs et nuls                   | Blancs et nuls          | 672          | 2,31         | 1 042       | 3,51        |  |
| Exprimés                     | Exprimés                         | Exprimés                | 28 449       | 97,69        | 28 612      | 96,49       |  |
| Source : Assemblée nationale |                                  |                         |              |              |             |             |  |

Le suppléant de Martine Aurillac était Jean-Pierre Lecoq, maire du 6ème arrondissement, conseiller de Paris.

### Élections législatives de 2002
| Candidat       | Candidat                       | Parti             | Premier tour | Premier tour | Second tour | Second tour |  |
| Candidat       | Candidat                       | Parti             | Voix         | %            | Voix        | %           |  |
| -------------- | ------------------------------ | ----------------- | ------------ | ------------ | ----------- | ----------- |  |
|                | Martine Aurillac sortant réélu | UMP               | 14 164       | 48,78        | 17 803      | 71,88       |  |
|                | Marie-Claire Champoux          | PS                | 52 006       | 17,93        | 6 964       | 28,12       |  |
|                | Christian Blanc                | ÉD                | 2 797        | 9,63         |             |             |  |
|                | Yves Pozzo di Borgo            | UDF               | 2 654        | 9,14         |             |             |  |
|                | Dominique Waldbillig           | FN                | 1 544        | 5,32         |             |             |  |
|                | Maggie Cazal                   | Les Verts         | 856          | 2,95         |             |             |  |
|                | Isabelle Mathurin- Decisier    | PCF               | 283          | 0,97         |             |             |  |
|                | Marie-Josée Barthélemy         | Pôle républicain  | 270          | 0,93         |             |             |  |
|                | Guy Fouché                     | RPF               | 256          | 0,88         |             |             |  |
|                | Emmanuelle Ricquebourg         | MPF               | 200          | 0,69         |             |             |  |
|                | Madeleine Schleiss             | Cap21             | 175          | 0,6          |             |             |  |
|                | Christian Sicard               | MNR               | 133          | 0,46         |             |             |  |
|                | Éric Taffoureau-Millet         | Divers            | 105          | 0,36         |             |             |  |
|                | Liliane Allain                 | LO                | 95           | 0,33         |             |             |  |
|                | Gilles Rey                     | GÉ                | 73           | 0,25         |             |             |  |
|                | Paul Gagey                     | ND                | 60           | 0,21         |             |             |  |
|                | Catherine Emerit               | CNIP              | 52           | 0,18         |             |             |  |
|                | Renée-Marie de La Harpe        | CPNT              | 48           | 0,17         |             |             |  |
|                | Françoise de Foulhiac          | Divers            | 30           | 0,10         |             |             |  |
|                | Éric Monjour                   | Divers gauche     | 23           | 0,08         |             |             |  |
|                | Jean-Louis Fromenty            | Divers écologiste | 13           | 0,04         |             |             |  |
|                |                                |                   |              |              |             |             |  |
| Inscrits       | Inscrits                       | Inscrits          | 41 244       | 100,00       | 41 238      | 100,00      |  |
| Abstentions    | Abstentions                    | Abstentions       | 12 030       | 29,17        | 15 809      | 38,34       |  |
| Votants        | Votants                        | Votants           | 29 214       | 70,83        | 25 429      | 61,66       |  |
| Blancs et nuls | Blancs et nuls                 | Blancs et nuls    | 177          | 0,61         | 662         | 2,6         |  |
| Exprimés       | Exprimés                       | Exprimés          | 29 037       | 99,39        | 24 767      | 97,4        |  |

Le suppléant de Martine Aurillac était Jean-Pierre Lecoq.

### Élections législatives de 2007
|                                                               | Martine Aurillac sortante réélue | UMP                        | 16 278 | 59,03  |  |  |
|                                                               | Laurence Girard                  | PS                         | 4 673  | 16,95  |  |  |
|                                                               | Linda Capoano                    | UDF–MoDem                  | 3 033  | 11,00  |  |  |
|                                                               | Dominique-Franc Waldbillig       | FN                         | 646    | 2,34   |  |  |
|                                                               | Louis Jouve                      | Les Verts                  | 578    | 2,10   |  |  |
|                                                               | Bruno Lalouette                  | MPF                        | 442    | 1,60   |  |  |
|                                                               | Emmanuel Mandat-Grancey          | Divers droite              | 430    | 1,56   |  |  |
|                                                               | Marie-Anne Bach                  | PCF                        | 372    | 1,35   |  |  |
|                                                               | Lisa Morin                       | NC                         | 353    | 1,28   |  |  |
|                                                               | Alexande Leymarie                | Divers droite (Maj. prés.) | 239    | 0,87   |  |  |
|                                                               | Georgia Elbaz                    | Divers écologiste (GÉ)     | 179    | 0,65   |  |  |
|                                                               | Claire Chanut                    | Divers écologiste          | 148    | 0,54   |  |  |
|                                                               | Sylvie Millon                    | Extrême gauche (LO)        | 116    | 0,42   |  |  |
|                                                               | Josette Buisson                  | Extrême droite (MNR)       | 68     | 0,25   |  |  |
|                                                               | Adrien Marulier                  | Divers                     | 21     | 0,08   |  |  |
|                                                               | Nathalie Douay                   | Divers                     | 0      | 0,00   |  |  |
|                                                               |                                  |                            |        |        |  |  |
| Inscrits                                                      | Inscrits                         | Inscrits                   | 43 795 | 100,00 |  |  |
| Abstentions                                                   | Abstentions                      | Abstentions                | 16 049 | 36,65  |  |  |
| Votants                                                       | Votants                          | Votants                    | 27 746 | 63,35  |  |  |
| Blancs et nuls                                                | Blancs et nuls                   | Blancs et nuls             | 170    | 0,61   |  |  |
| Exprimés                                                      | Exprimés                         | Exprimés                   | 27 576 | 99,39  |  |  |
| Source : Ministère de l'Intérieur et Le Monde du 11 juin 2007 |                                  |                            |        |        |  |  |